# 古吉地区
古吉地区（英语：Guji Zone）是埃塞俄比亚奥罗米亚州的20个地区之一，区名取自奥罗莫人的一个部落，面积18,577.05平方公里，南邻博勒纳地区，西接南方各族州，北与巴莱地区隔格纳莱河相望，东连索马里州，首府讷格莱。根据埃塞俄比亚中央统计局2007年的资料，阿尔西人口约1,389,800，其中男性702,580人，女性687,220人，14.31%居民住在市区，人口密度为每平方公里74.81人。